# 2020 CD3
2020 CD3 — маленький навколоземний астероїд і тимчасовий супутник Землі. Астероїд був відкритий 15 лютого 2020 року астрономами Теодором Пруйне (Theodore A. Pruyne) і Качпером Вежхосом (Kacper W. Wierzchoś) в обсерваторії Маунт-Леммон, США.
При відкритті астероїд отримав тимчасову назву C26FED2. Після підтвердження об'єкта, йому було присвоєно попереднє позначення 2020 CD3.
Астероїд на момент відкриття рухався по геоцентричній орбіті і був тимчасовим супутником Землі.

## Фізичні характеристики
Астероїд має низьку яскравість. Стандартна зоряна величина близько 32. Передбачається, що об'єкт має низьке альбедо (0,1—0,6) і належить до астероїдів спектрального класу С.
Розмір астероїда оцінюється в 1—6 метрів.

## Орбіта
Згідно з розрахунками астероїд 2020 CD3 раніше належав до групи Аполлона, але був захоплений Землею 2017 року. Найменша відстань, на яку об'єкт підходив до Землі — 0,01664 а. о. (2 489 300 км). До середини 2020 року 2020 CD3 мав рухатися по геоцентричній орбіті, а потім залишити сферу дії Землі і перейти на геліоцентричну орбіту.
Надалі об'єкт буде зближуватися із Землею і може бути захоплений повторно.
| Рік  | Мінімальна відстань |
| ---- | ------------------- |
| 2044 | 0,0221881           |
| 2060 | 0,0129178           |
| 2077 | 0,0157489           |
| 2095 | 0,0135979           |

У траєкторії руху не помічено ознак збурень через сонячне випромінювання і не виявлено жодного зв'язку з відомими штучними об'єктами.
Перший подібний захоплений об'єкт 2006 RH120 було виявлено 2006 року. У 2007 році астероїд пішов на геліоцентричну орбіту. Ще кілька потенційних таких об'єктів виявилися штучними.